# Feketegyökér
A feketegyökér (Scorzonera hispanica) az őszirózsafélék (Asteraceae) családjába tartozó, Magyarországon vadon is előforduló, kevéssé ismert zöldségnövény, tápanyagokban gazdag gyökerét fogyasztjuk. Gyökerének magas kb. 12% cukortartalma, 6 mg C-vitamin, B1-, B2-vitamint, de nikotinsavat, és ásványi sókat is bőven tartalmaz.

## Jellemzők
Leveles szárú, közel 1 méter magas évelő. Ép szélű levelei tojásdadok, hosszan elkeskenyedő, kihegyezett levélcsúccsal. A fészekvirágzat 2–3 centiméter átmérőjű, a nyelves virágok sárgák, a termés 1,5 centiméter hosszú, 1,5 milliméter átmérőjű, hengeres formájú, világos színű. Májustól júliusig virágzik.

## Változatok
- S. hispanica var. sinuata Wallr.: A levelek nem ép szélűek, hanem finoman fogazottak.
- S. hispanica var. glastifolia (Wild.) Wallr.: A levelek szálasak.

## Termesztése
Bár évelő növény, egyévesként (márciusi, április eleji vetéssel), ritkábban kétévesként (vetés: augusztus–szeptemberben) termesztik. Az első évben kifejleszti a gyökeret és a tőlevélrózsát, a második évben virágzik. Magja az első év után elveszíti csírázóképességét. Tápanyag- és (különösen a fejlődés korai szakaszában) vízigényes, a félárnyékot elviseli. A talajt mélyen fel kell lazítani, mert a gyökerek törékenyek. Felszedni októbertől lehet, de a talaj állapotától függően egész télen szedhető, fagymentesen tárolni nem kell.

## Felhasználása

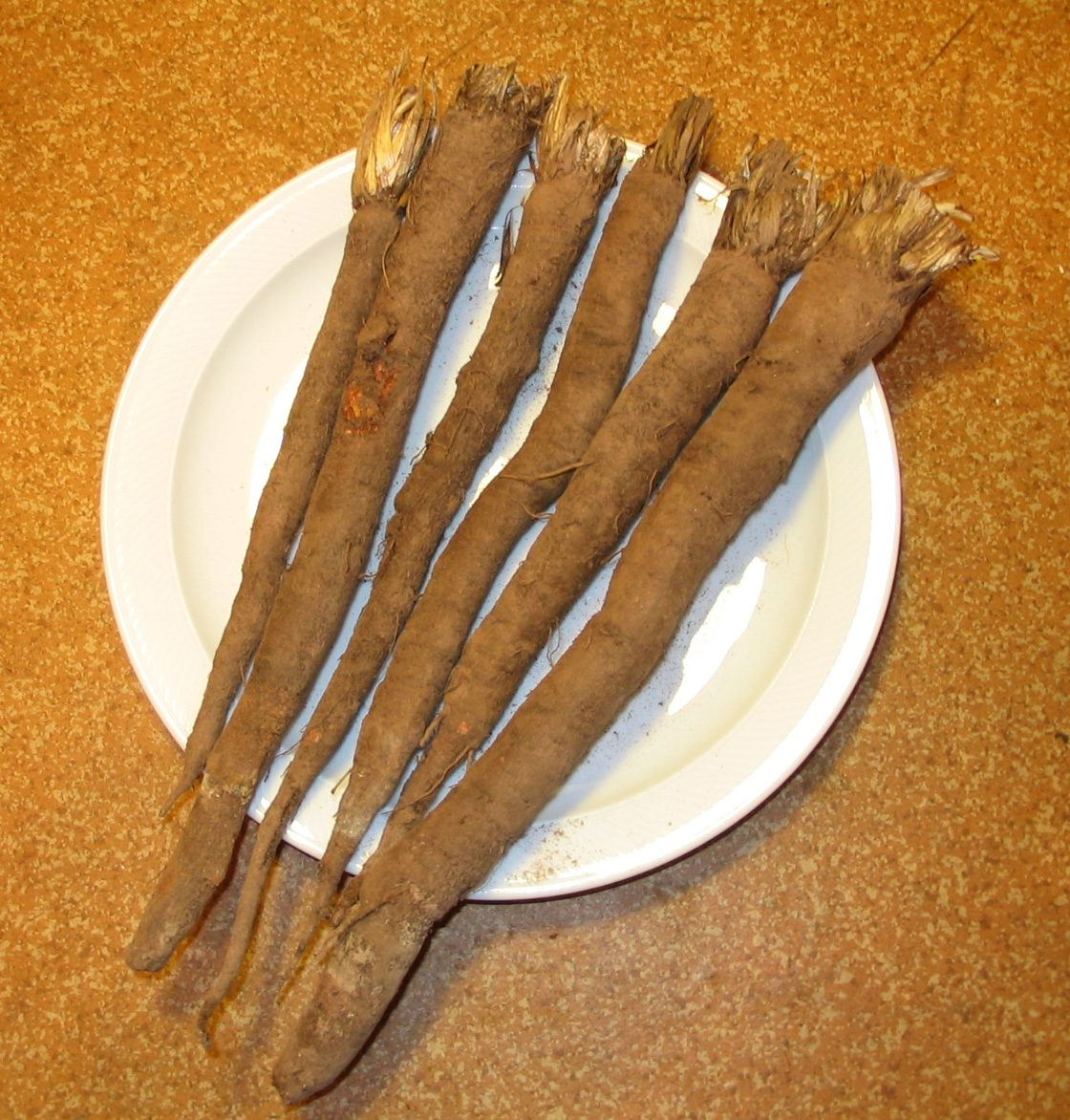

Akár 40–50 cm hosszú kb. spárga-vastagságú fekete rudak, általában még némi földdel is a héjukon. Igazán akkor jók, ha szép egyenesek és nincsenek rajtuk rücskök, illetve akkor igazán frissek, ha feltörve ragadós lé folyik ki belőlük. Utóbbi tulajdonsága egy kicsit meg is nehezíti a kezelhetőségét, hisz hámozás közben is megszáradt ragasztó érzetét kelti a kezünkön. Épp ezért is ajánlott először a földet alaposan lemosni, majd gumikesztyűvel, folyóvíz alatt hámozni. A gyökér fekete héja alatt hófehér belső rejlik, ami nagyon könnyen és hamar megbarnul, ezért hámozás után azonnal citromos hideg vízbe kell áztatni. Elkészítését tekintve szinte minden megtehető vele, ami a spárgával is – azaz párolható, főzhető, süthető s karamellizálható is. Itt is érdemes megemlíteni, hogy a főzés során is elég sok ragacsos folyadék fő ki a feketegyökérből, megnehezítve a felhasznált edények tisztítását. Ízét tekintve spárgára és gyökérre (fehérrépa) emlékeztet.